# ميلدريد سامبسون
ميلدريد سامبسون (بالإنجليزية: Mildred Sampson)‏ هي عداءة مراثونية نيوزيلندية، ولدت في 14 فبراير 1933.